# Luchthaven Herat
Luchthaven Herat (IATA: HEA; ICAO: OAHR) is een internationale luchthaven in Guzara en 10,5 km ten zuiden van Herat. Het vliegveld ligt ten oosten van de weg naar Farah in het district Guzara in de provincie Herat. Het is na de Internationale Luchthaven Kabul en Luchthaven Kandahar het grootste vliegveld van Afghanistan.
Het vliegveld werd oorspronkelijk gebouwd door de Amerikanen in het einde van de jaren 50. In de jaren 80 werd het vliegveld tijdens de Afghaanse Oorlog gebruikt door de Sovjet-Unie om de Moedjahedienen te bombarderen. Aan het eind van 2001 werd het vliegveld tijdens Operation Enduring Freedom gebombardeerd door vliegtuigen van de Britten en de Amerikanen. Voor de komst van de legers van de NAVO was het vliegveld een militaire basis voor jachtvliegtuigen en vrachtvliegtuigen (onder andere Antonov An-26's, Antonov An-32's en Mikojan-Goerevitsj MiG-21's).
In het laatste decennium werd de luchthaven Herat door de International Security Assistance Force (ISAF), door de Afghaanse luchtmacht en door de Afghaanse politie gebruikt. De laatste jaren werd de landingsbaan verlengd en opnieuw verhard en er werd in 2011 een nieuwe terminal bijgebouwd. In begin 2012 werd het vliegveld een internationale luchthaven, omdat er toen vluchten kwamen naar onder andere Iran, Pakistan, Dubai en Tadzjikistan. De nieuwe terminal werd vernoemd naar Captain Massimo Ranzani, een Italiaanse officier die was gesneuveld in 2008. Italië betaalde 137 miljoen euro voor de uitbreiding van het vliegveld.

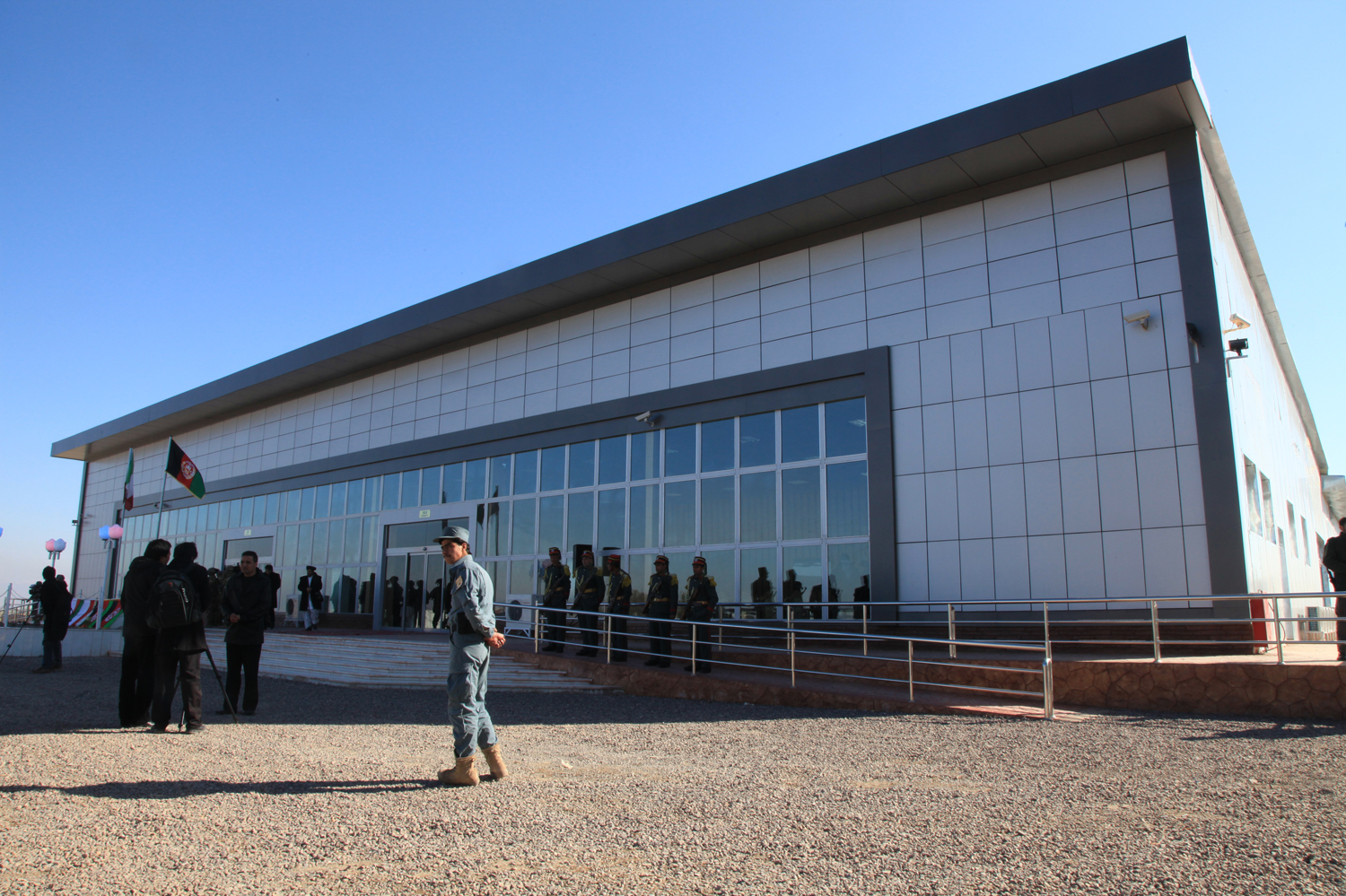
Nieuwe terminal in februari 2012